# Какаштла

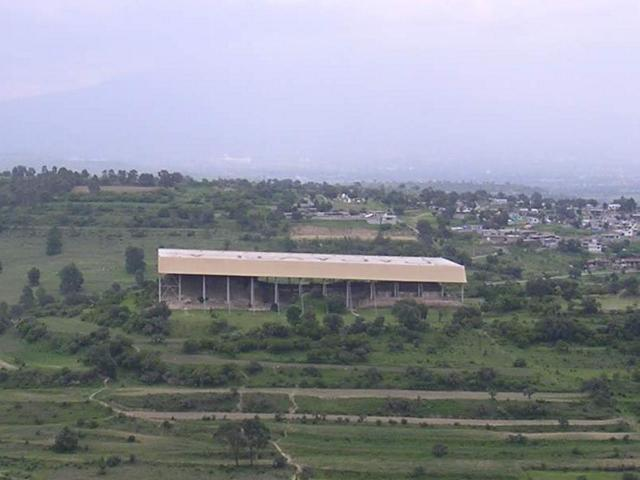
El Gran Basamento, защищённый металлической крышей

Какаштла, Cacaxtla — зона археологических раскопок на юге мексиканского штата Тлашкала в муниципалитете Нативитас. Получила известность благодаря хорошо сохранившимся настенным изображениям культуры майя. Город, существовавший в этом месте, достиг расцвета в эпиклассический период месоамериканской истории. В 1 км от Какаштлы находится городище Шочитекатль.

## История до конкисты

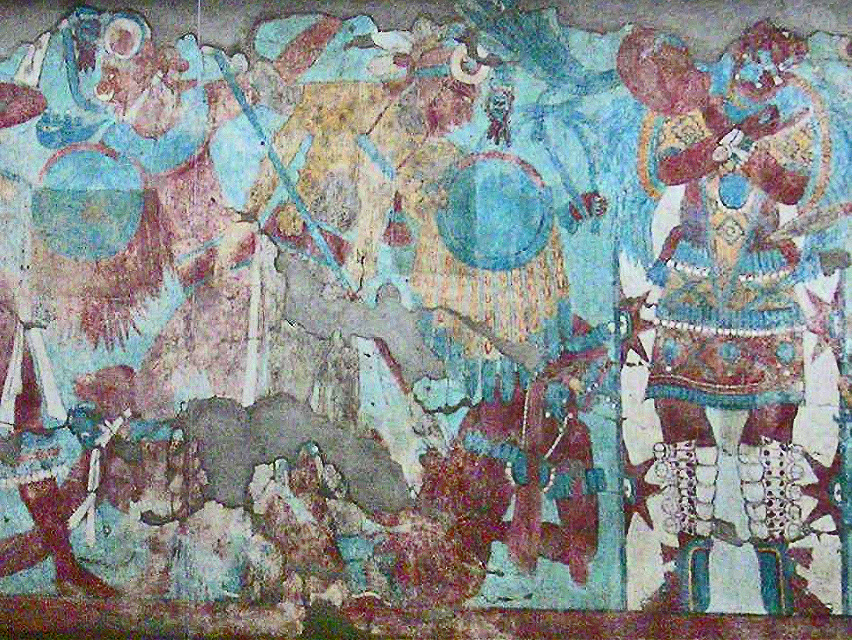
Деталь настенной росписи: битва.

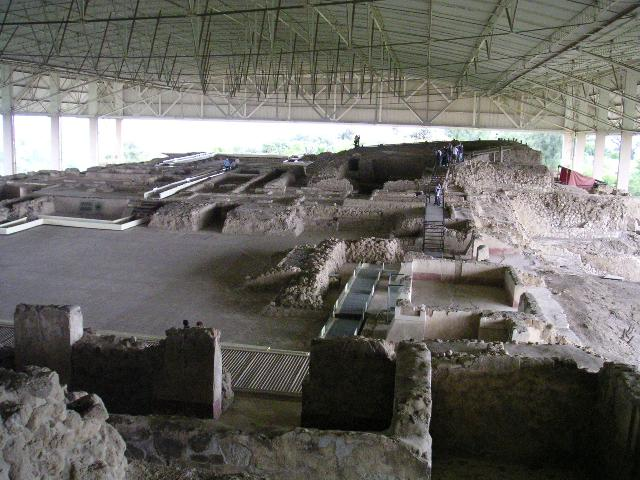
Вид на Gran Basamento.

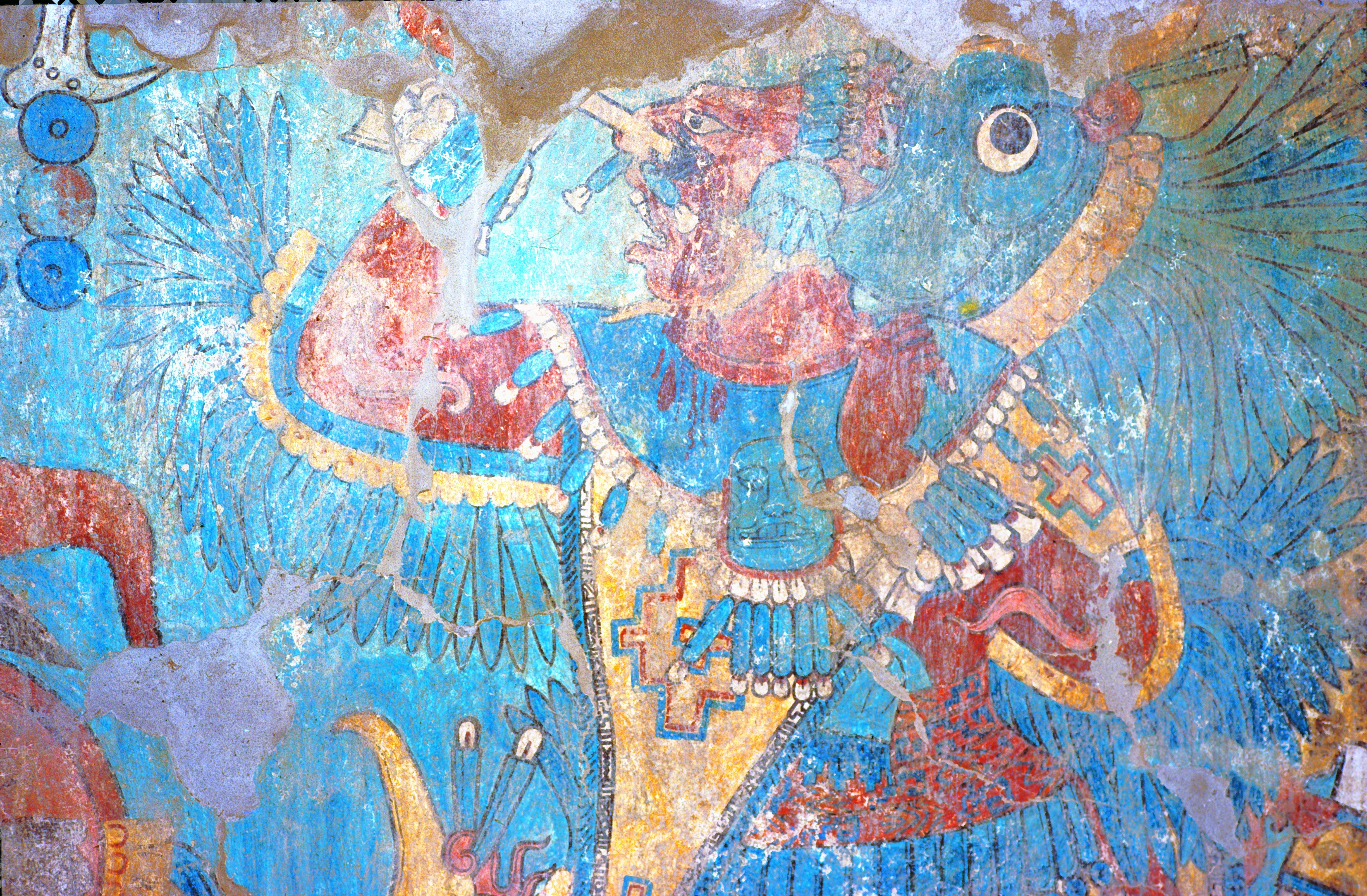
Деталь настенной росписи: битва.

Предполагается, что Какаштла была столицей государства Ольмека-Шикаланка. Город возник около 4-5 вв. н. э. Связаны ли его создатели с культурой ольмеков, либо название относилось к территории, а не к этническому происхождению создателей города, до настоящего времени неизвестно. О культуре ольмека-шикаланка почти ничего не известно; термин впервые использовал историк и хронист Диего Муньос Камарго в конце XVI в., когда писал, что Какаштла была главным городом «ольмеков» (народ, известный современным историкам под названием «ольмеки», исчез за 800 лет до возникновения города, в 4 в. до н. э.).
После падения близлежащего города Чолула примерно в 600 г., в войне которого принимала участие и Какаштла, город превратился в центр власти в окружающем его регионе долины Пуэбла-Тлашкала. Около 900 г. город начинает приходить в упадок и к 1000 г. окончательно заброшен.

## Современная история
Город был вновь открыт в 1975 г. крестьянами селения Сан-Мигель-дель-Милагро, которые, обрабатывая землю, обнаружили древнюю стену, на которой было изображено лицо персонажа, ныне известного как «Человек-Птица», и сообщили о находке властям. Город сразу же привлёк внимание археологов.
21 мая 2007 г. около 800 м² площади руин было полностью разрушено и ещё 800 понесло ущерб в результате сильного града , в связи с чем власти закрыли доступ к руинам вплоть до нового распоряжения.

## Город
Центр города Какаштла — Gran Basamento, длиной в 200 метров и высотой 25 метров. Это платформа природного происхождения, обеспечивающая хорошую оборонительную позицию и вид на окружающие земли. На этой платформе располагались основные религиозные и гражданские сооружения города, а также жилища жрецов. В окрестностях платформы встречаются другие пирамиды меньшего размера и основания храмов.
Поскольку главный комплекс зданий Какаштлы не раскапывали до 1980-х годов, многие цветные рисунки на стенах сохранились и доступны для осмотра посетителям. Особый интерес представляет тот факт, что многие из настенных изображений сочетают символику Мексиканского плато с влиянием культуры майя, что делает Какаштлу уникальной в этом отношении.